# Hippocrepis fruticescens
Hippocrepis fruticescens là một loài thực vật có hoa trong họ Đậu. Loài này được Sennen miêu tả khoa học đầu tiên.